# 観音区

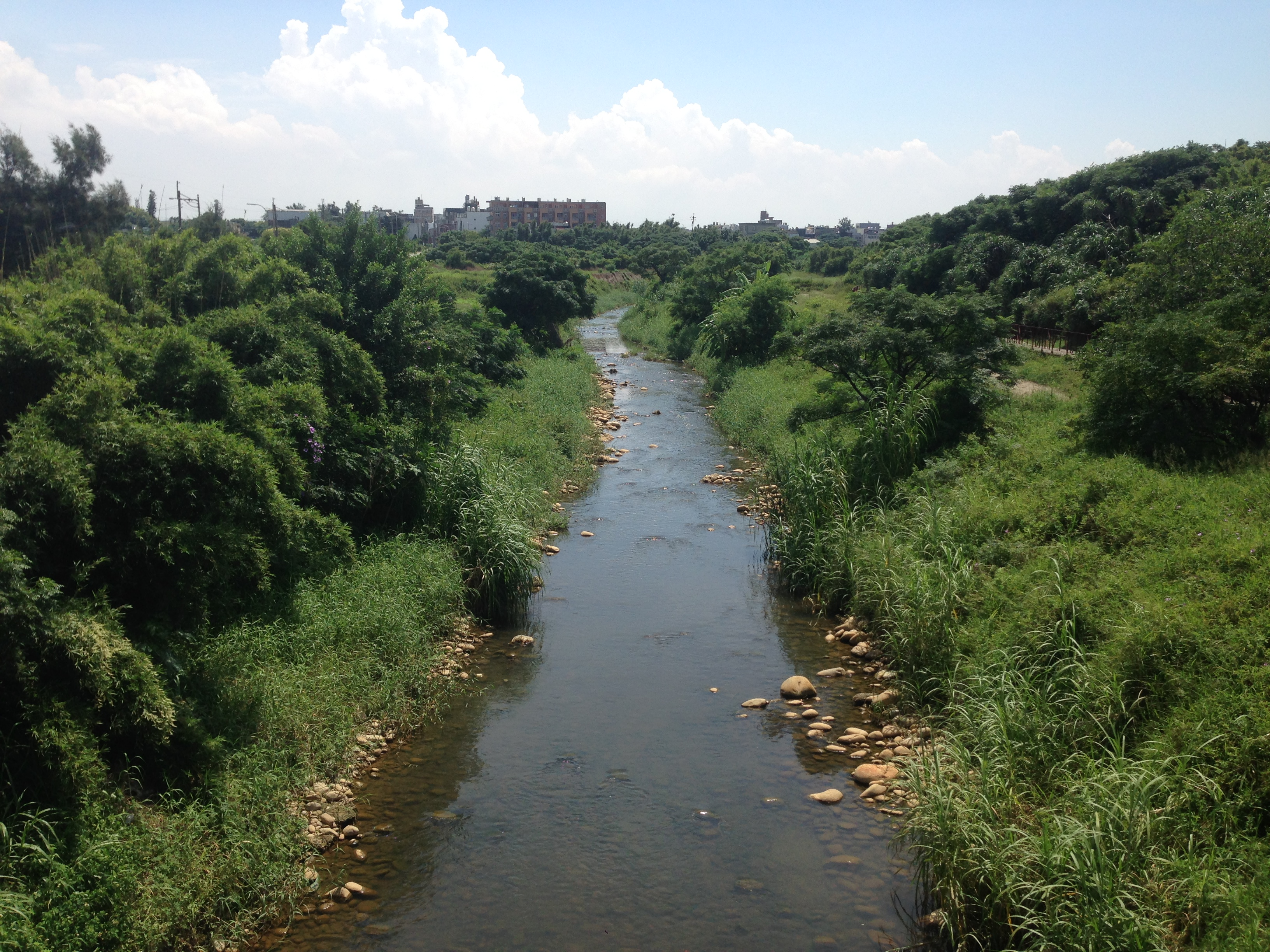
白沙岬歩道橋から望む観音渓

観音区（かんおん-く）は、台湾桃園市西北部の市轄区。

## 歴史
1937年、庄司久孝が現在の樹林村にて石器時代の草漯遺跡を発見し、約2000～3500年前には原住民である平埔族がこの地域に居住していたことが知られている。
文献によれば清代康熙、乾隆年間に大陸より初め漳州，泉州人がこの地に入植し「福老」と称されていた。その後広東人の入植が進み、福建からの移民は次第に少数派に転落した。現在観音郷に居住している古くからの住民の殆どは、これら移民の子孫であり客家語の話者が多く分布しているのが特徴である。
2005年、沿岸部に大潭発電所1号機が完成。2017年までに7号機までが完成し、アジア屈指の液化天然ガス火力発電所となった。

## 行政区
| 地区 | 里                                                                     |
| ---- | ---------------------------------------------------------------------- |
| 観音 | 観音里、広興里、白玉里、武威里、保生里、坑尾里、三和里、新興里、大潭里 |
| 草漯 | 草漯里、富林里、樹林里、保障里、塔脚里、草新里                         |
| 新坡 | 新坡里、大同里、崙坪里、広福里、上大里、藍埔里、富源里、金湖里、大堀里 |

## 教育

### 高級中学
- 桃園市立観音高級中学

### 国民中学
- 桃園市立観音国民中学
- 桃園市立新坡国民中学
- 桃園市立草漯国民中学

### 国民小学
| - 桃園市立観音国民小学 - 桃園市立上大国民小学 - 桃園市立保生国民小学 - 桃園市立崙坪国民小学 | - 桃園市立育仁国民小学 - 桃園市立富林国民小学 - 桃園市立大潭国民小学 | - 桃園市立新坡国民小学 - 桃園市立草漯国民小学 - 桃園市立樹林国民小学 |

## 交通
| 種別 | 路線名称 | その他                     |
| ---- | -------- | -------------------------- |
| 省道 | 台15線   |                            |
| 省道 | 台66線   | 東西向快速公路観音大渓谷線 |

## 観光

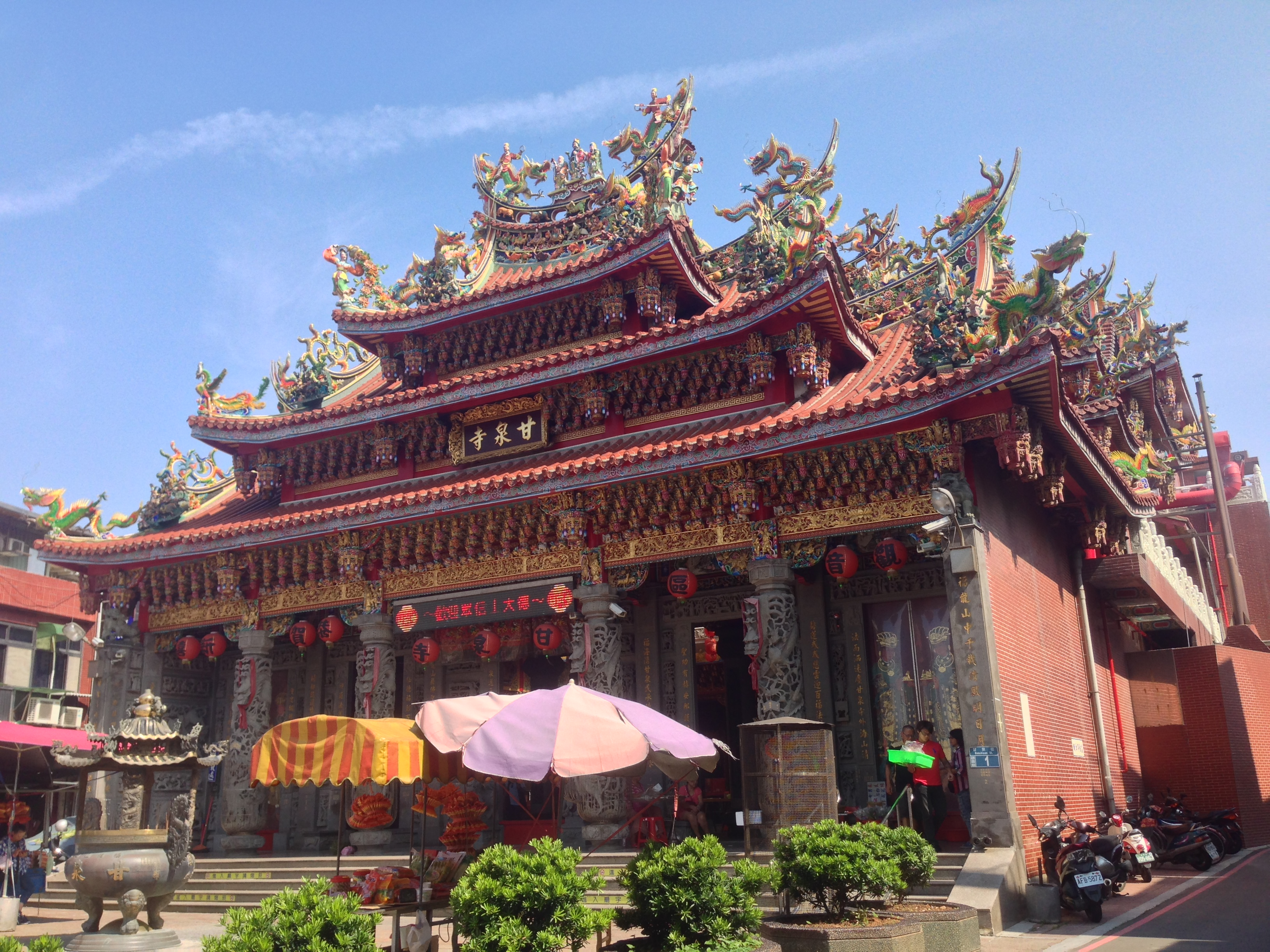
甘泉寺（石観音寺）

- 観音海水浴場
- 白沙岬灯台（中国語版）
- 甘泉寺（中国語版）
- 草漯保障宮（中国語版）